# Hisukattus
Hisukattus es un género de arañas araneomorfas de la familia Salticidae. Se encuentra en Sudamérica.

## Lista de especies
Según The World Spider Catalog 12.5:::
- Hisukattus alienus Galiano, 1987
- Hisukattus simplex (Mello-Leitão, 1944)
- Hisukattus transversalis Galiano, 1987
- Hisukattus tristis (Mello-Leitão, 1944)